# Costa Azul (Uruguay)
Costa Azul ist eine Ortschaft in Uruguay.

## Geographie
Costa Azul befindet sich auf dem Gebiet des Departamento Canelones in dessen Sektor 8. Der Ort liegt an der Küste des Río de la Plata zwischen dem östlich angrenzenden Bello Horizonte und dem im Westen die Grenze zum Nachbarort La Floresta bildenden Arroyo Sarandí.

## Infrastruktur
Der Ort liegt an der Ruta Interbalnearia, etwa an deren Kilometerpunkt 56.

## Einwohner
Die Einwohnerzahl von Costa Azul beträgt 965 (Stand: 2011).
| Jahr | Einwohner |
| ---- | --------- |
| 1963 | 271       |
| 1975 | 456       |
| 1985 | 554       |
| 1996 | 759       |
| 2004 | 826       |
| 2011 | 965       |

Quelle: Instituto Nacional de Estadística de Uruguay